# Брисонне, Гийом (кардинал)
Гийом Брисонне (фр. Guillaume Briçonnet; 1445, Тур — 14 декабря 1514, Нарбон) — французский кардинал. Епископ Сен-Мало со 2 октября 1493 по 24 августа 1497. Архиепископ Реймса с 24 августа 1497 по 15 июля 1507. Апостольский администратор Сен-Мало с 24 августа 1497 по 18 августа 1514. Архиепископ Нарбонны с 15 июля 1507 по 14 декабря 1514. Кардинал-священник с 16 января 1495, с титулом церкви Санта-Пуденциана с 19 января 1495 по 17 сентября 1507. Кардинал-епископ Альбано с 17 сентября 1507 по 22 сентября 1508. Кардинал-епископ Фраскати с 22 сентября 1508 по 3 июня 1509. Кардинал-епископ Палестрины с 3 июня 1509 по 24 октября 1511.

## Биография
Отец епископа Гийома Брисонне. Служил сперва королевским офицером при дворе Людовика XI и Карла VIII. После смерти жены в 1487 году, в браке с которой имел пятеро детей, принял священство. С октября 1493 года занял епископскую кафедру в Сен-Мало.
Продолжал сотрудничать с королевской властью, был секретарём финансов Лангедока. Сопровождал короля во время военной кампании в Италию и вынудил Медичи выплатить 17 500 дукатов. Главный инициатор покорения Неаполитанского королевства. После заключения мирного договора король Франции Карл VIII обратился с просьбой к папе римскому Александру VI назначить Гийома Брисонне кардиналом. В январе 1495 года стал кардиналом-священником. С 1496 года — администратор диоцеза Нима, в 1497—1501 годах — диоцеза Тулона.
В 1497—1507 годах — архиепископ Реймса, позже с 1507 года — архиепископ Нарбонны. В том же году стал кардиналом-епископом субурбикарной епархии Римской епархии, также кардиналом-епископом Фраскати (22 сентября 1508 — 3 июня 1509) и Палестрины (3 июня 1509 — 24 октября 1511).
После смерти короля и возвышения Жоржа Амбуаза стал терять влияние при дворе. Ситуация ухудшилась после избрания папой Юлия II, который недолюбливал Людовика XII.